# Auckland City FC
Auckland City FC är en proffsklubb i fotboll från Auckland i Nya Zeeland. Klubben spelar i den nyzeeländska ligan National League. Klubben har blivit nyzeeländska mästare nio gånger och man har vunnit OFC Champions League tolv gånger.